# Bobillier (cráter)

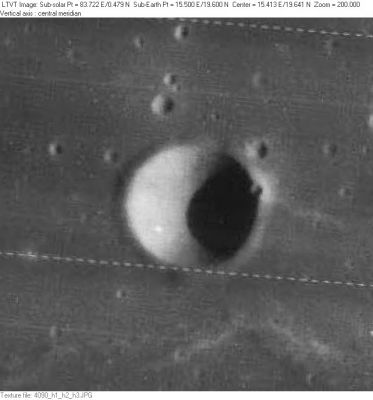
Fotografía de la misión Lunar Orbiter 4

Bobillier es un pequeño cráter de impacto lunar con forma de copa situado en la parte suroeste del Mare Serenitatis. Se encuentra notablemente aislado, situado al norte-noroeste del cráter Bessel. Al sur y al oeste se localiza una cresta arrugada designada Dorsum Buckland.

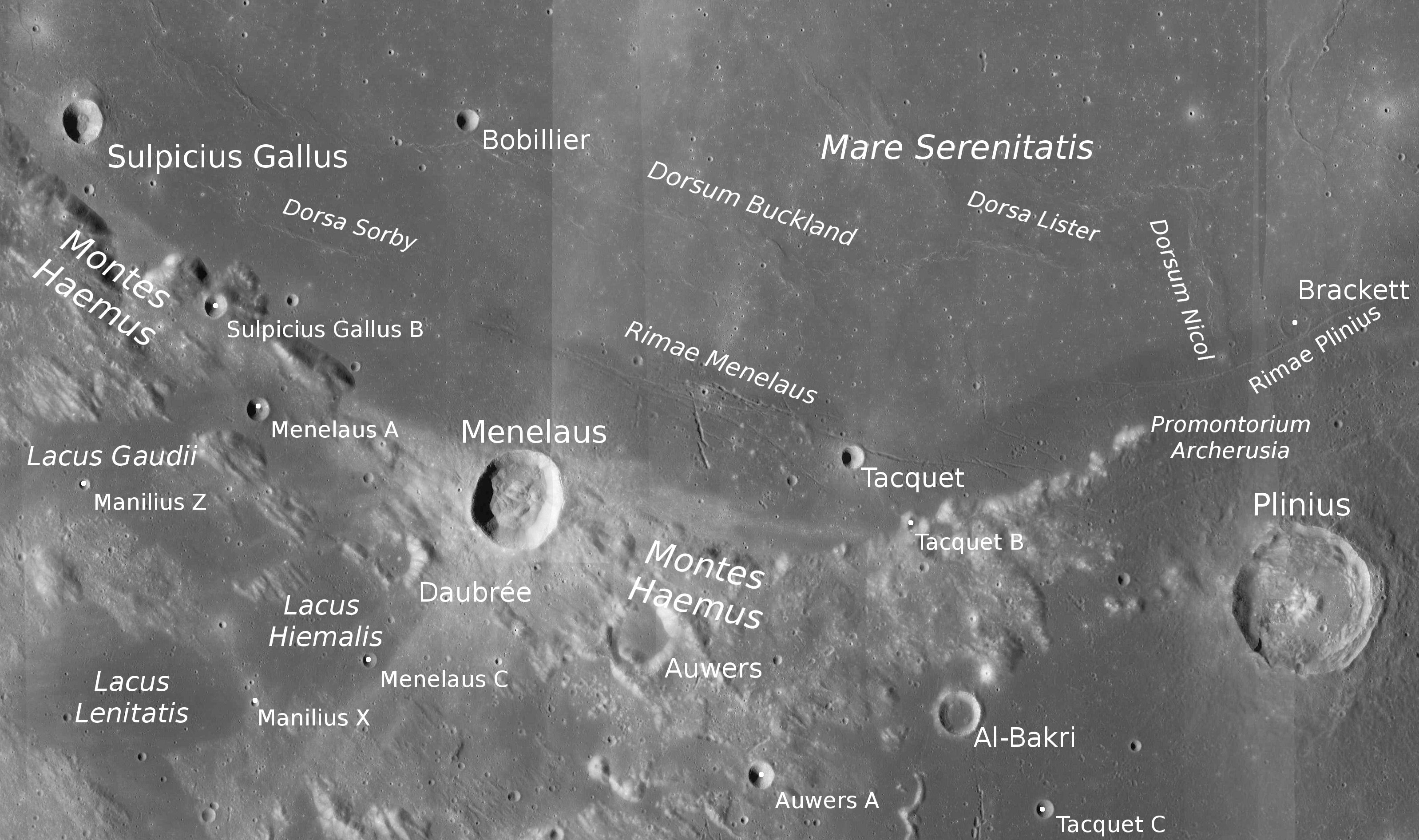
Localización de Bobillier (cuadrante superior izquierdo de la imagen)

Bobillier fue identificado previamente como Bessel E antes de ser renombrado por la IAU en 1976.